# Polzada piramidal
La Polzada piramidal, també anomenada Polzada sagrada jueva és una unitat de mesura reclamada pels piramidòlegs que fou utilitzada en l'antiguitat. Suposadament fou 1/25 part d'un Colze Sagrat, 1,00106 polzades britàniques, o 2.5426924 centímetres.

## Història
La primera referència que els constructors de la Gran Piràmide de Giza van utilitzar unitats de mesura relacionades amb modernes mesures s'atribueix al professor d'astronomia John Greaves (1602-1652), que va viatjar a Egipte el 1638 per fer les mesures de la piràmide. Les seves conclusions es van publicar en la seva Piramidographia i sota nom anònim. Més d'un segle més tard, "mesures addicionals i les mesures realitzades per enginyers francesos durant la l'expedició de Napoleó a Egipte, s'estudiaren per John Taylor (1781-1864). Taylor va afirmar que les seves investigacions li van indicar que els antics havien utilitzat una unitat de mesura d'1/1000 més d'una polzada anglesa moderna.
Taylor considerava que la "Polzada piramidal" era 1/25 del "colze sagrat", l'existència del qual havia estat postulada per Isaac Newton. El principal argument va ser que la mesura total dels quatre costats de la piràmide seria 36524 (100 vegades el nombre de dies d'un any) si es mesura en polzades piramidals. Taylor i els seus seguidors, com l'Astrònom Reial d'Escòcia Charles Piazzi Smyth (1819-1900), també posar de manifest nombroses coincidències entre les mesures de les piràmides i la geometria de la terra i el sistema solar. Van arribar a la conclusió que el sistema britànic de mesures havia derivat d'un molt més antic, si no diví, sistema. A finals del segle xix i principis del segle xx, aquesta teoria va exercir un paper important en els debats sobre si la Gran Bretanya i els Estats Units hauria d'adoptar el sistema mètric
La teoria dels eminents Taylor i Smyth guanyar molts seguidors i detractors durant les dècades següents, però a finals del segle xix ja havia perdut la major part del seu principal suport científic. El cop a la teoria el va donar el gran egiptòleg Flinders Petri (1853-1942), malgrat havia estat un defensor, Petri, quan va anar a Egipte el 1880 per portar a terme noves mesures, va comprovar que la piràmide era diversos peus més petita quelcom creia anteriorment. Aquest fet soscavar la teoria que Petri va rebutjar.

## Avui
El valor d'1,00106 polzades britàniques es calcula com 1/500.000.000 del diàmetre de la Terra pel pols. La polzada piramidal ara sembla no tenir gran suport científic. No hi ha proves directes, per la qual cosa argumenten es basa en un cúmul de suposades coincidències numèriques.